# Klub Piłki Siatkowej Skra Bełchatów 2015-2016
Questa voce raccoglie le informazioni riguardanti il Klub Piłki Siatkowej Skra Bełchatów nelle competizioni ufficiali della stagione 2015-2016.

## Organigramma societario
Area direttiva
- Presidente: Konrad Piechocki

Area tecnica
- Allenatore: Miguel Ángel Falasca
- Allenatore in seconda: Fabio Storti

## Rosa
| N° | Nome               | Ruolo | Data di nascita   | Nazionalità sportiva |
| -- | ------------------ | ----- | ----------------- | -------------------- |
| 1  | Srećko Lisinac     | C     | 17 maggio 1992    | Serbia               |
| 2  | Mariusz Wlazły     | S/O   | 4 agosto 1983     | Polonia              |
| 4  | Mariusz Marcyniak  | C     | 5 marzo 1992      | Polonia              |
| 6  | Karol Kłos         | C     | 8 agosto 1989     | Polonia              |
| 7  | Facundo Conte      | S     | 25 agosto 1989    | Argentina            |
| 8  | Andrzej Wrona      | C     | 27 dicembre 1988  | Polonia              |
| 9  | Marcin Janusz      | P     | 31 luglio 1994    | Polonia              |
| 10 | Nicolás Uriarte    | P     | 21 marzo 1990     | Argentina            |
| 11 | Mihajlo Stanković  | S     | 5 giugno 1993     | Serbia               |
| 13 | Michał Winiarski   | S     | 28 settembre 1983 | Polonia              |
| 14 | Marcel Gromadowski | S/O   | 19 dicembre 1985  | Polonia              |
| 15 | Israel Rodríguez   | S     | 27 agosto 1981    | Spagna               |
| 16 | Kacper Piechocki   | L     | 17 dicembre 1995  | Polonia              |
| 17 | Robert Milczarek   | L     | 28 novembre 1983  | Polonia              |
| 18 | Nicolas Maréchal   | S     | 4 marzo 1987      | Francia              |